# La Mua
La Mua és una muntanya de 1.673 metres que es troba al municipi de la Vansa i Fórnols, a la comarca de l'Alt Urgell.